# Arene briareus
Arene briareus är en snäckart som först beskrevs av Dall 1881.  Arene briareus ingår i släktet Arene och familjen turbinsnäckor. Inga underarter finns listade i Catalogue of Life.